# Castro (Soria)
Castro es una localidad española del municipio de Retortillo de Soria, perteneciente a la provincia de Soria, en la comunidad autónoma de Castilla y León.

## Historia
Perteneció a la comunidad de villa y tierra de Caracena. Desde el punto de vista jerárquico de la Iglesia católica forma parte de la diócesis de Osma la cual, a su vez, pertenece a la archidiócesis de Burgos. En el censo de 1787, ordenado por el conde de Floridablanca, figuraba como lugar del partido de Caracena en la intendencia de Soria, con jurisdicción de señorío y bajo la autoridad del alcalde ordinario, nombrado por el duque de Uceda.  Contaba entonces con 86 habitantes.
A la caída del Antiguo Régimen la localidad se constituyó en municipio constitucional en la región de Castilla la Vieja, partido de El Burgo de Osma, que en el censo de 1842 contaba con 84 habitantes. Hacia mediados del siglo XIX, el lugar, por entonces con ayuntamiento propio, tenía contabilizadas 20 casas. Aparece descrito en el sexto volumen del Diccionario geográfico-estadístico-histórico de España y sus posesiones de Ultramar de Pascual Madoz de la siguiente manera:

CASTRO: l. con ayunt. en la prov. de Soria (14 leg.), part. jud. del Burgo de Osma (6), aud. terr. y c. g. de Burgos (30), dioc. de Sigüenza (8): sit. sobre terreno desigual y costanero, con libre ventilacion y clima sano: tiene 20 casas, la consistorial, escuela de instruccion primaria á cargo de un maestro, sacristan y secretario de ayuntamiento, dotado con 14 fanegas de trigo comun; y una iglesia parroquial (San Nicolás de Bari) servida por el cura de la de Valvenedizo; el cementerio se halla contiguo á la igl. en posicion que no ofende á la salud pública: fuera de la pobl. é inmediata á las casas hay una fuente de pilon , que provee al vecindario para beber y demas usos domésticos: confina el térm. N. Tarancueña; E. Retortillo; S. Sierra Pela, y O. Valvenedizo; dentro de él se encuentra una ermita (Sta. Maria) y una deh. de pasto para el ganado de labor, con arbolado de roble que provee de combustible: el terreno es llano, pedregoso y en la mayor parte de secano, escepto algunos pequeños trozos y huertos regados por el r. Castro. caminos: los locales, de herradura y en malísimo estado. correo: se recibe y despacha en la estafeta de Caracena. prod.: trigo comun, centeno, cebada, avena, legumbres, patatas, hortalizas, fruta y cáñamo: cria ganado lanar y las caballerias necesarias para la labranza. ind.: la agrícola y un molino harinero, impulsado por el r. Castro. comercio: esportacion del sobrante de frutos y ganado, é importacion de los art. que faltan. pobl.: 20 vec., 84 alm. cap. imp.: 11,511 rs. presupuesto municipal: 120, se cubre por reparto vecinal.
(Madoz, 1847, p. 211)

A mediados del siglo XIX, este municipio desapareció porque se integra en el municipio Valvenedizo. 
A finales del siglo XX este municipio desaparece porque se integra en el municipio de Retortillo de Soria, las dos localidades contaban entonces con 64 hogares y 231 habitantes.

## Demografía
En el año 1981 contaba con 14 habitantes, concentrados en el núcleo principal, pasando a 11 en 2010, 6 varones y 5 mujeres. En 2013 habitaban 3 varones y 1 mujer.
| Gráfica de evolución demográfica de Castro (Soria) entre 2000 y 2010                             |
|                                                                                                  |
| Población de derecho (2000-2010) según los censos de población del INE a 1 de enero de cada año. |

## Patrimonio
En el lugar hay una iglesia bajo la advocación de San Nicolás de Bari.